# Nomada avalonica
Nomada avalonica är en biart som beskrevs av Cockerell 1938. Nomada avalonica ingår i släktet gökbin, och familjen långtungebin. Inga underarter finns listade i Catalogue of Life.